# Libyphaenis virescens
Libyphaenis virescens är en fjärilsart som beskrevs av George Francis Hampson 1918. Libyphaenis virescens ingår i släktet Libyphaenis och familjen nattflyn. Inga underarter finns listade i Catalogue of Life.